# 早乙女爲房
早乙女爲房（さおとめ ためふさ、1840年3月18日（天保11年2月15日） - 1910年（明治43年））は、参謀本部陸地測量部の測量官を務めた陸軍技師。東京5千分1測図の着手及び輯製20万分1図の作成に携わった。

## 来歴・人物
天保11年（1840年）、静岡藩士として生まれる。幼名清太郎。明治4年2月30日に大学南校少得業生となった後、明治5年4月27日に陸軍省十二等出仕となり、明治20年（1887年）12月28日、陸軍六等技師（奏任官六等）に任ぜられる。明治22年（1889年）4月17日には陸地測量師に任ぜられ、明治29年（1896年）12月23日高等官六等に陞進。
明治30年（1897年）1月15日に陸地測量部班長となり、明治33年（1900年）3月29日依願免官となる。

## 栄典
- 1891年（明治24年）1月29日 - 正八位[8]
- 1892年（明治25年）4月1日 - 従七位[9]
- 1893年（明治26年）6月29日 - 勲六等瑞宝章[10]
- 1895年（明治28年）
  - 11月18日 - 明治二十七八年従軍記章[11]
  - 12月19日 - 勲五等双光旭日章[12]
- 1897年（明治30年）3月1日 - 正七位[13]
- 1900年（明治33年）4月30日 - 従六位[14]

## 親族
- 早乙女清房 - 長男。東京帝国大学教授。日本天文学会理事長、東京天文台長などを歴任。